# Derrick: Waldweg
Waldweg ist die Premierenepisode der Krimiserie Derrick mit Horst Tappert in der Titelrolle und Fritz Wepper als Inspektor Harry Klein. Die Haupt-Gaststars in dieser Folge sind Wolfgang Kieling, Lina Carstens, Herbert Bötticher, Hilde Weissner, Karl Lieffen und Walter Sedlmayr.
Die Erstausstrahlung des Films fand am 20. Oktober 1974 im ZDF statt.

## Handlung
Als Ellen Theiss, Schülerin einer Hauswirtschaftsschule, nach einem Kinobesuch mit der S-Bahn aus München an der Bahnstation in der Nähe ihres ländlich gelegenen Internats ankommt, entdeckt sie, dass ihr Fahrrad einen Platten hat. Kurz entschlossen nimmt sie eine „Abkürzung“ quer durch den nachtdunklen Wald, wo sie, ohne es zu ahnen, auf ihren Mörder in Gestalt ihres Lehrers Manger trifft. Er lockt sie unter dem Vorwand, ihr eine Luftpumpe ausleihen zu wollen, in sein Haus, wo sie schließlich von ihm getötet wird.
Mangers betagte Mutter, die im Nebenzimmer alles mitbekommt, dem Mädchen jedoch nicht helfen kann, bezichtigt in einem Gespräch mit Oberinspektor Derrick die Haushaltsschülerinnen der sexuellen Freizügigkeit und unterstellt den jungen Mädchen, dass sie ein solches Schicksal „geradezu herausfordern“ würden. Man merkt der alten Dame an, wie emotional hin- und hergerissen sie ist. Natürlich wird Derrick hellhörig. Derweil nimmt Inspektor Klein sich eines Lehrers an, der mit den Schülerinnen öfters zum „Baden“ ging und sich sehr anzüglich, aber auch wohlwollend über junge Mädchen äußert. Eine entsprechende Spur, wie auch der anfängliche Verdacht gegenüber dem Kioskbesitzer am Bahnhof, verläuft jedoch im Sande.
Mit Hilfe von Ellens Mitschülerin Inge gelingt es Derrick, dem Täter eine Falle zu stellen: Manger passt Inge, die Schülerin, die ohne sein Wissen als Lockvogel dient, eines Abends im Wald auf der „Abkürzung“ ab und bringt auch sie dazu, ihm in sein im Wald liegendes Haus zu folgen. Als er erneut einen Mord begehen will, wundert er sich, dass seine Mutter auf seine Rufe durch die geschlossene Tür, er sei es, nicht reagiert, und will nachschauen. Er ahnt nicht, dass Derrick bei seiner Mutter ist und sie daran hindert, ihn zu warnen. Als Manger die Tür öffnet, steht er Oberinspektor Derrick Auge in Auge gegenüber.

## Hintergrund
Der Täter ist (wie in der ersten Staffel bei Derrick üblich) dem Zuschauer von Anfang an bekannt. Die Episode wurde als vierte abgedreht, aber als erste gesendet. Das Gebäude des mittlerweile stillgelegten Bahnhofs Mühlthal bei Starnberg existiert nach wie vor und steht unter Denkmalschutz.

## Schnittfassungen
Die Mordszene wird im deutschsprachigen Raum seit geraumer Zeit nur in einer gekürzten, deutlich entschärften Version ausgestrahlt, die auch in der 2008 erschienenen Collector’s Box 1 enthalten ist. Ungekürzt war die Szene hingegen etwa im französischen Fernsehen bei France 3 zu sehen.